# Ame-no-minaka-nushi-no-kami
Ame-no-minaka-nushi-no-kami (天之御中主神?) es el primer dios y deidad primordial del Mito japonés de la Creación en la mitología japonesa. 
Es la raíz del universo y universo mismo. Junto a Takami-musubi-no-kami y Kami-musumi-no-kami, forman una trinidad llamada Zouka Sanshin (los tres creadores). Después de crear el universo, se ocultó.
Según las leyendas que relatan el origen del universo, Ame-no-minaka-nushi-no-kami fue el primer kami («dios») en existir en la «Llanura del Cielo» como un kami solitario. Según algunas interpretaciones es considerado como el dios original de los cielos y la tierra en la mitología japonesa.